# Crash Bandicoot: Mind over Mutant
Crash Bandicoot: Mind over Mutant ett plattformsspel som finns till bl.a. Xbox 360, PSP, Playstation 2, Nintendo Wii och Nintendo DS. 
Under spelets gång skall man försöka besegra Doctor Neo Cortex och Doctor Nitrus Brio. Crash måste rädda sina vänner och klara av de ovannämnda personernas nya påhitt. Crash kan till sin hjälp ta kontroll över stora mutanter och använda deras krafter. I spelet finns olika minispel som låser upp nya funktioner.

## Röstskådespelare
| Rollfigurer      | Röstskådespelare |
| ---------------- | ---------------- |
| Crash Bandicoot  | Jess Harnell     |
| Aku Aku          | Greg Eagles      |
| Coco Bandicoot   | Debi Derryberry  |
| Crunch Bandicoot | Chris Williams   |
| Dr. Neo Cortex   | Lex Lang         |
| Uka Uka          | John Di Maggio   |
| Nina Cortex      | Amy Gross        |
| Dr. N-Gin        | Nolan North      |
| Dr. N-Brio       | Maurice LaMarche |